# 357

## Hlavy států
- Papež – Liberius (352–366) + Felix II. (vzdoropapež) (355–358)
- Římská říše – Constantius II. (337–361)
- Perská říše – Šápúr II. (309–379)